# Kenji Mizoguchi ou la vie d'un artiste
Pour plus de détails, voir Fiche technique et Distribution.
Kenji Mizoguchi ou la vie d'un artiste (ある映画監督の生涯 溝口健二の記録, Aru eiga-kantoku no shōgai Mizoguchi Kenji no kiroku), également intitulé Kenji Mizoguchi, ou la vie d'un cinéaste, est un film documentaire japonais réalisé par Kaneto Shindō et sorti en 1975.

## Sujet
Ce documentaire de Kaneto Shindō à la mémoire de Kenji Mizoguchi, son mentor, contient des archives de films, des images de l'hôpital où il passe les derniers instants de sa vie en 1956, et des interviews d'acteurs, de techniciens et de diverses personnes l'ayant côtoyé, pour brosser un portrait du cinéaste.

## Fiche technique
- Titre : Kenji Mizoguchi ou la vie d'un artiste[1],[2]
- Titre français alternatif : Kenji Mizoguchi, ou la vie d'un cinéaste[3],[4]
- Titre original : ある映画監督の生涯 溝口健二の記録 (Aru eiga-kantoku no shōgai Mizoguchi Kenji no kiroku?)
- Réalisation : Kaneto Shindō
- Scénario : Kaneto Shindō
- Photographie : Yoshiyuki Miyake, Kiyomi Kurada et Hisashi Shimoda
- Son : Shinpei Kikuchi
- Société de production : Kindai Eiga Kyokai (en)
- Société de distribution : Art Theatre Guild
- Pays d'origine :  Japon
- Langue originale : japonais
- Format : couleurs / noir et blanc - 1,37:1 - 35 mm
- Genre : documentaire
- Durée : 150 minutes
- Dates de sortie :
  - Japon : 24 mai 1975[5]
  - États-Unis : 14 août 1981[6]

## Distribution
Liste des personnalités interviewées par ordre alphabétique
- Takako Irie (actrice)
- Daisuke Itō (réalisateur)
- Kyōko Kagawa (actrice)
- Matsutarō Kawaguchi (scénariste)
- Michiyo Kogure (actrice)
- Machiko Kyō (actrice)
- Yasuzō Masumura (réalisateur)
- Shigeto Miki (directeur de la photographie)
- Kazuo Miyagawa (directeur de la photographie)
- Kakuko Mori (ja) (actrice)
- Masaichi Nagata (producteur)
- Ganjirō Nakamura (acteur)
- Eiji Nakano (acteur)
- Masashige Narusawa (réalisateur et scénariste)
- Ken'ichi Okamoto (ja) (acteur)
- Nobuko Otowa (actrice)
- Eitarō Ozawa (acteur)
- Tatsuo Sakai (réalisateur)
- Tazuko Sakane (réalisatrice et monteur)
- Eitarō Shindō (acteur)
- Kaneto Shindō (réalisateur et scénariste)
- Kinuyo Tanaka (actrice et réalisatrice)
- Seiichirō Uchikawa (ja) (réalisateur et scénariste)
- Kumeko Urabe (actrice)
- Kiyohiko Ushihara (réalisateur)
- Ayako Wakao (actrice)
- Isuzu Yamada (actrice)
- Fumiko Yamaji (actrice)
- Eijirō Yanagi (acteur)
- Yoshikata Yoda (scénariste)